# Челно-Федоровка
Челно-Федоровка (укр. Човно-Федорівка) — село, Челно-Федоровский сельский совет, Зеньковский район, Полтавская область,
Украина.
Код КОАТУУ — 5321387201. Население по переписи 2001 года составляло 568 человек.
Является административным центром Челно-Федоровского сельского совета, в который, кроме того, входят сёла
Бабанское,
Волошковое,
Заики,
Клименки,
Кольченки,
Лавринцы,
Мысики и
Пруглы.

## Географическое положение
Село Челно-Федоровка находится у истоков реки Мужева-Долина.
На расстоянии в 1 км расположены сёла Мысики, Лавринцы и Клименки.

## История
Село указано на специальной карте Западной части России Шуберта 1826-1840 годов как Федоровка

## Экономика
- Птице-товарная ферма.
- Сельхозкооператив «Маяк».
- ООО «Агромаяк».

## Объекты социальной сферы
- Школа.

## Достопримечательности
- Братская могила советских воинов.